# Stirling
Stirling (Sruighlea på skotsk-gælisk) er en skotsk købstad og tidligere befæstet kongeby som var Skotlands hovedstad indtil hovedstaden blev flyttet til Edinburgh.
Stirling ligger for enden af Forth fjorden nordvest for Edinburgh, og selve bebyggelsen er samlet omkring det højtliggende Stirling Castle og den gamle middelalderby. Byen er center for statslige og kommunale aktiviteter ligesom der findes et universitet samt en del lettere industri i området. Befolkningen udgør 41.243 (iflg. folketællingen 2001), men området er blandt de hurtigst voksende i Skotland og der anslås at bo omkring 47.000 pr. oktober 2007.
Det er blevet sagt at "Stirling, ligesom en stor broche, holder Det skotske højland og Lowlands sammen". Ligeledes er det blevet sagt at "han som har Stirling, har Skotland", hvilket nogle gange tilskrives Robert the Bruce.
Stirlings vigtige placering som det laveste sted, hvor der kan overføres en bro over floden Forth for rejsende fra nord eller syd, da floden herefter bliver bredere og løber ud i Firth of Forth,
På en bakketop med udsigt over byen ligger Wallace Monument. I byen ligger også kunstmuseet Stirling Smith Art Gallery and Museum.
Stirling har gennem Skotlands historie haft en ofte afgørende indflydelse på magtkampe og kontrol over landet. Der har derfor foregået voldsomme militære kampe i området omkring Stirling helt tilbage til romertiden, og senere mellem England og Skotland.